# Melgaço (Pará)
Melgaço é um município brasileiro do estado do Pará, na região Norte. Está localizado no arquipélago do Marajó.
O município tem o pior Índice de Desenvolvimento Humano (IDH) do Brasil, com um IDH-M de 0,418, conforme dados do Censo 2010 do Instituto Brasileiro de Geografia e Estatística (IBGE), analisados pelo Programa das Nações Unidas para o Desenvolvimento (PNUD).

## História
As nações indígenas Nheengaíba, Mamaianá e Chapouna estabeleceram a aldeia Guarycuru em 1659 e, após 20 anos de conflitos com os portugueses, e adotaram São Miguel Arcanjo como seu oráculo sagrado. Essas comunidades viviam em intensa troca cultural e preservaram saberes e patrimônios, como cerâmicas e técnicas de caça e pesca. Com a chegada dos jesuítas, a aldeia se transformou na Vila São Miguel de Melgaço em 1759.
Durante o período colonial, Melgaço passou por alianças e conflitos com os municípios vizinhos, Breves e Portel, e tornou-se uma Intendência Municipal com a chegada da República e a era da borracha. Entre 1870 e 1920, a região destacou-se na produção de borracha, mas essa riqueza não se traduziu em desenvolvimento sustentável. Melgaço conseguiu sua emancipação política em 1962, tornando-se um município.

## Demografia

### População
Segundo o Censo 2022 do Instituto Brasileiro de Geografia e Estatística (IBGE), a população do município de Melgaço foi de 27 881 habitantes, com uma densidade populacional de 4,12 habitantes por km² e um aumento populacional de 12,37% em comparação ao Censo 2010. Já com relação à estimativa de 2024, a população foi de 29 846 habitantes. Aproximadamente 80% dos moradores moram na zona rural.

### Mortalidade
Melgaço ainda tem uma taxa de mortalidade infantil elevadíssima, de 22,68 (2022) a cada 1.000 sendo que, 73,33% dos casos de mortalidade infantil foram de causas evitáveis.

## Geografia
Melgaço não possui ligação terrestre com outros municípios, sendo acessível por via fluvial.

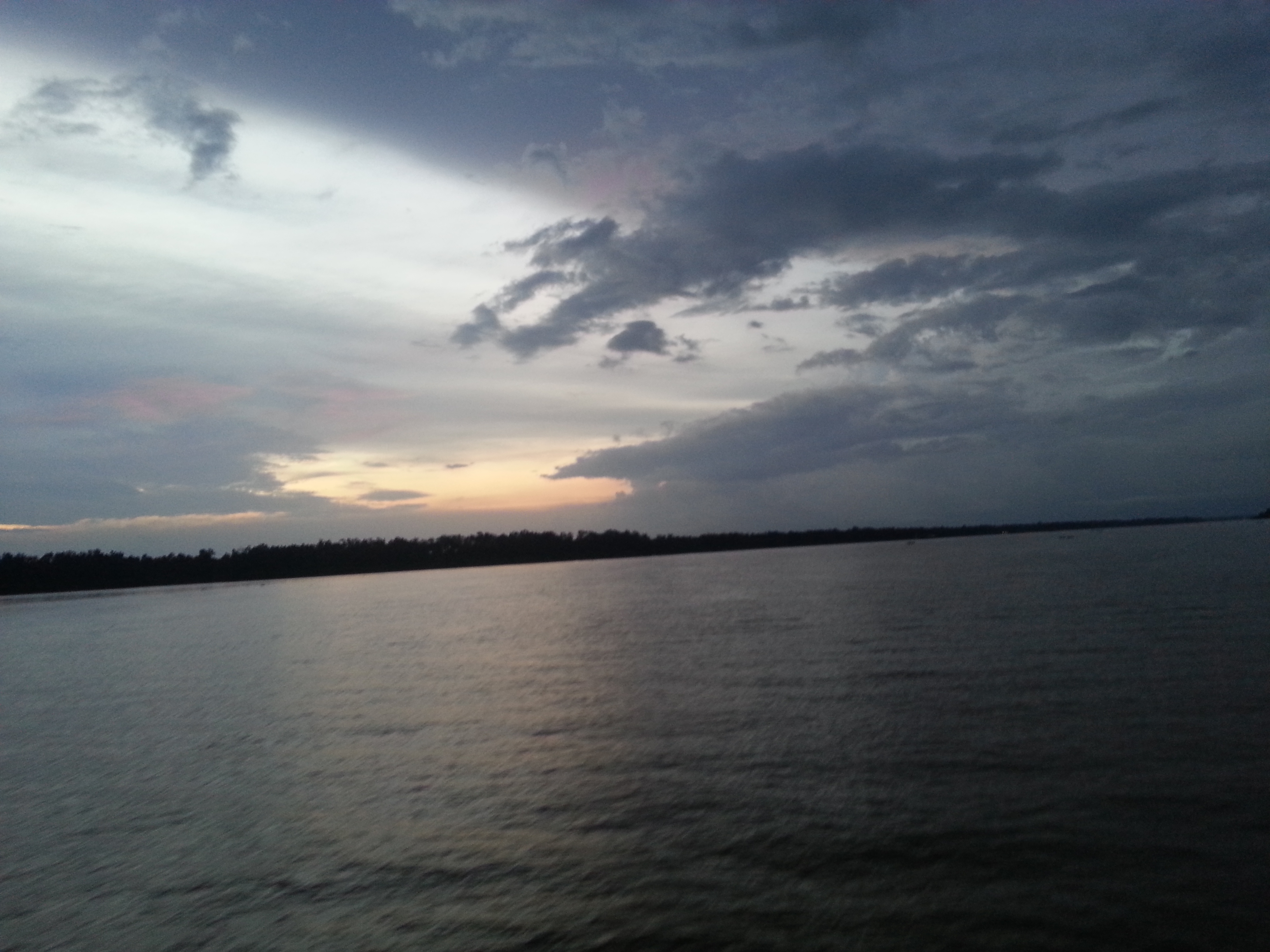
Rio em Melgaço

### Bioma
O bioma do município de Melgaço é a Amazônia.

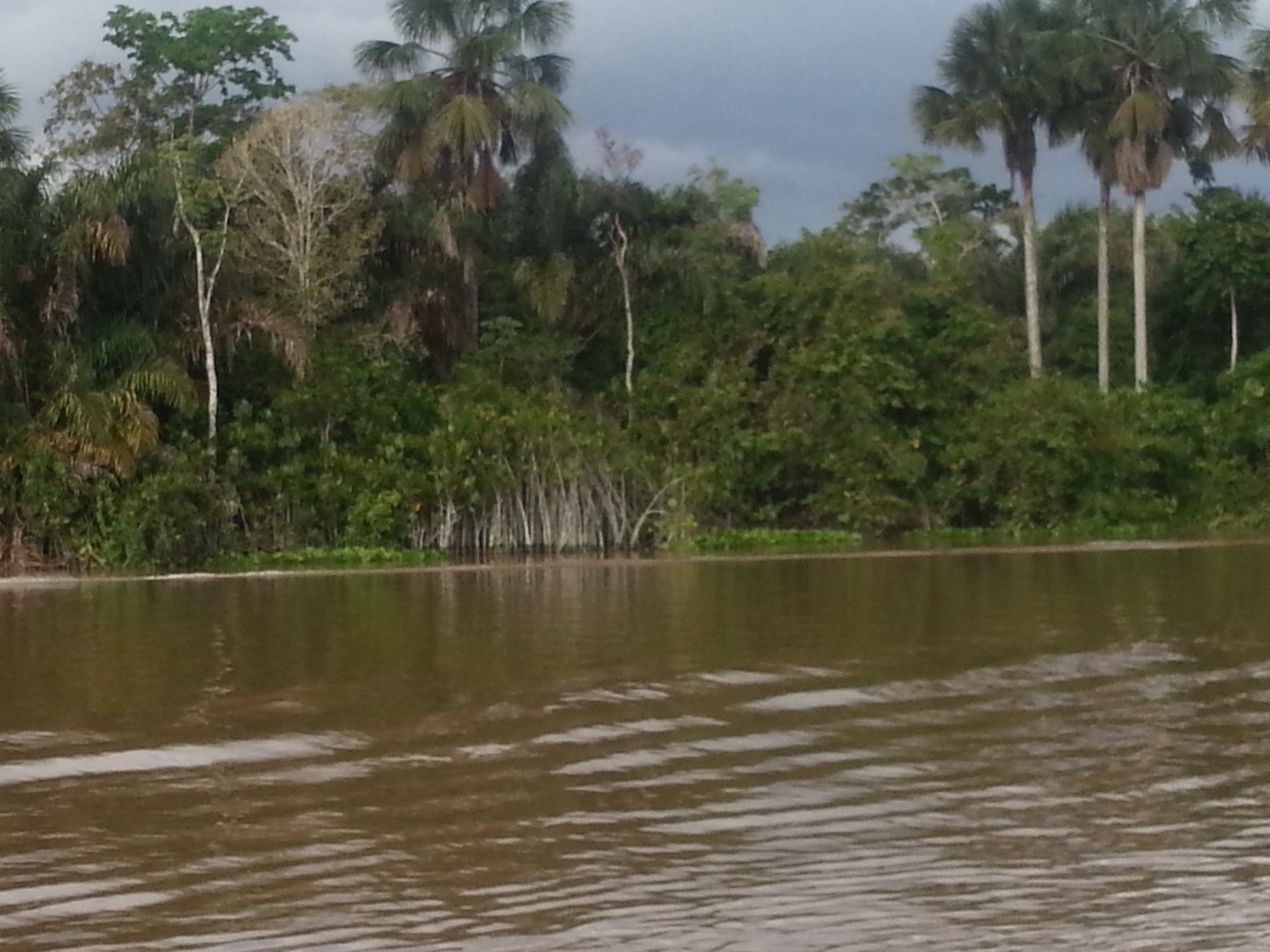
Rio, com floresta ao fundo

## Economia
Com a população concentrada majoritariamente na zona rural, aproximadamente 80%, de acordo com o Instituto Brasileiro de Geografia e Estatística (IBGE), a economia de Melgaço se destaca pela notável importância da agricultura, com ênfase na produção de açaí. O roçado é a principal atividade e fornece sustento financeiro para os moradores, além de ser essencial para a produção de alimentos. Outra característica da economia do município é a informalidade, que é elevada.
A pobreza é um problema grave no município. Grande parte dos moradores mora em casas de palafita.

## Educação
Melgaço enfrenta desafios educacionais que impactam severamente o desenvolvimento da cidade. O problema da educação é um ponto crítico, apresentando um índice de apenas 0,207 que reflete problemas como a alta distorção idade-série, onde grande parte dos estudantes está fora da faixa etária adequada para o ano escolar em que se encontram, indicando que muitos repetem de ano ou entram na escola com atraso.
A precariedade das escolas, especialmente nas zonas rurais, onde 78% da população reside, dificulta ainda mais o acesso e a permanência dos estudantes e para piorar, a infraestrutura das escolas é limitada, e a falta de projetos educacionais para jovens e adolescentes contribui para uma elevada taxa de evasão escolar. Muitos jovens precisam abandonar os estudos para ajudar nas atividades de subsistência familiar, o que agrava ainda mais o ciclo de pobreza e exclusão social. Além disso, a ausência de uma faculdade ou cursos de ensino superior em Melgaço limita as oportunidades de continuidade nos estudos após o ensino médio, forçando muitos a se deslocarem para outras cidades, um movimento que nem todos podem arcar devido às condições econômicas da região.
Segundo a BBC News Brasil, em Melgaço, há uma taxa de 14,6% de evasão escolar entre jovens de 6 a 14 anos do ensino fundamental e no ensino médio a taxa de evasão escolar chega a 21,2% e 20% dos habitantes de 15 anos ou mais são analfabetos, e, para piorar, a média de tempo de estudo nas escolas dos habitantes de Melgaço é de 5 anos.
Melgaço tirou nota 3,2 no Índice de Desenvolvimento da Educação Básica e, a cada 100 estudantes, 28 reprovam ou seja, desses 100 estudantes, mais de ¼ reprova de ano e fica atrasado no ensino escolar.